# PAL (programovací jazyk)
PAL (Pedagogic Algorithmic Language), je programovací jazyk, vyvinutý kolem roku 1967 na Massachusettském technologickém institutu; určen byl pro výuku sémantiky a návrhu programovacích jazyků. Jde o přímého nástupce ISWIMu a v mnohém vychází z myšlenek Christophera Stracheyho.